# Мазон-Вічентіно
Мазон-Вічентіно (італ. Mason Vicentino, вен. Mason Vicentino) — муніципалітет в Італії, у регіоні Венето, провінція Віченца.
Мазон-Вічентіно розташований на відстані близько 440 км на північ від Рима, 70 км на північний захід від Венеції, 19 км на північ від Віченци.
Населення — 3532 особи (2014).

## Демографія
Населення за роками:

Станом на 31 грудня 2014 року в муніципалітеті офіційно проживав 141 іноземець з 23 країн, серед них 44 громадяни країн Євросоюзу та 7 громадян України.

## Сусідні муніципалітети
- Бреганце
- Фара-Вічентіно
- Маростіка
- Мольвена
- П'янецце
- Ск'явон

## Галерея

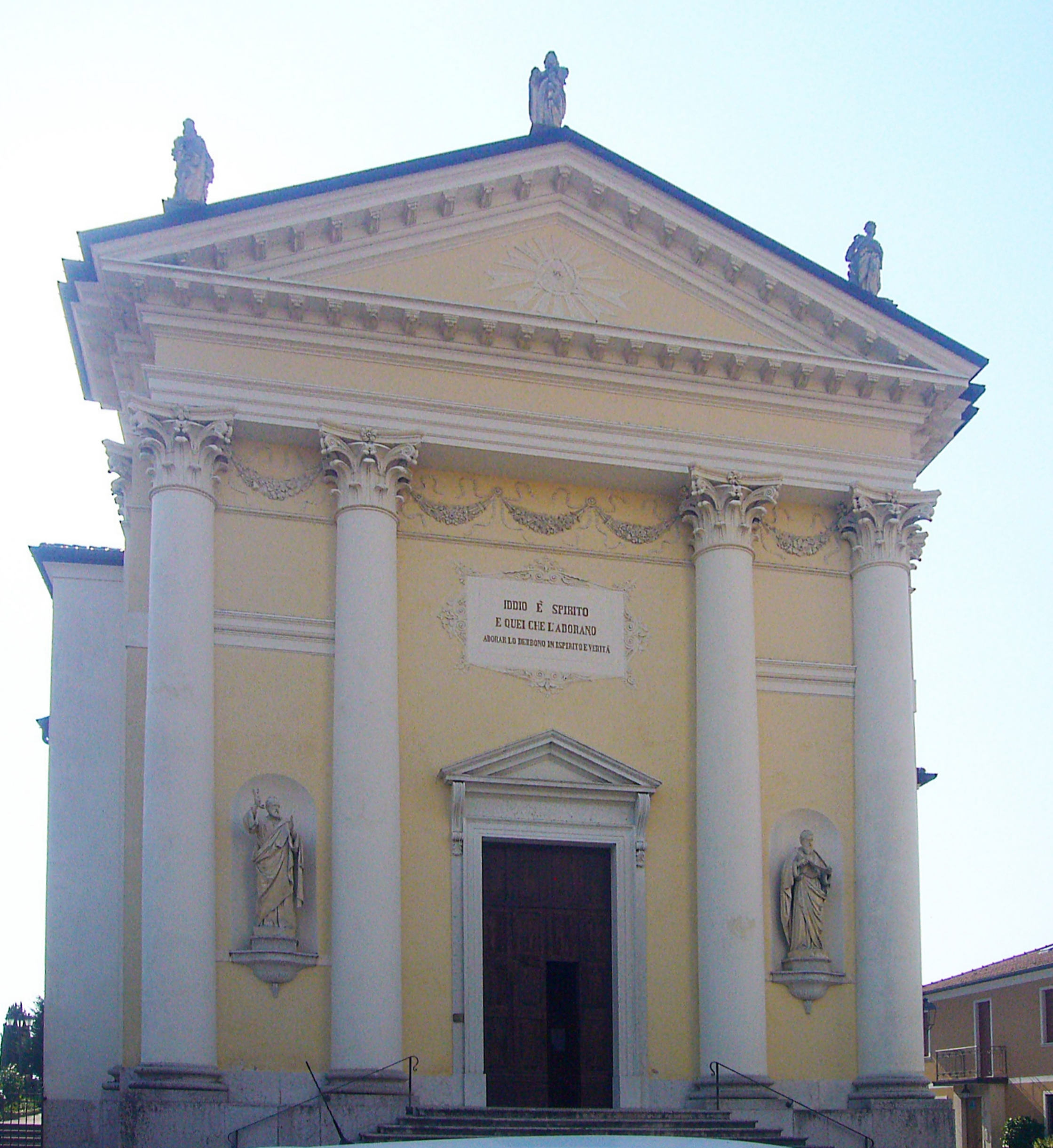
Парафіяльна церква
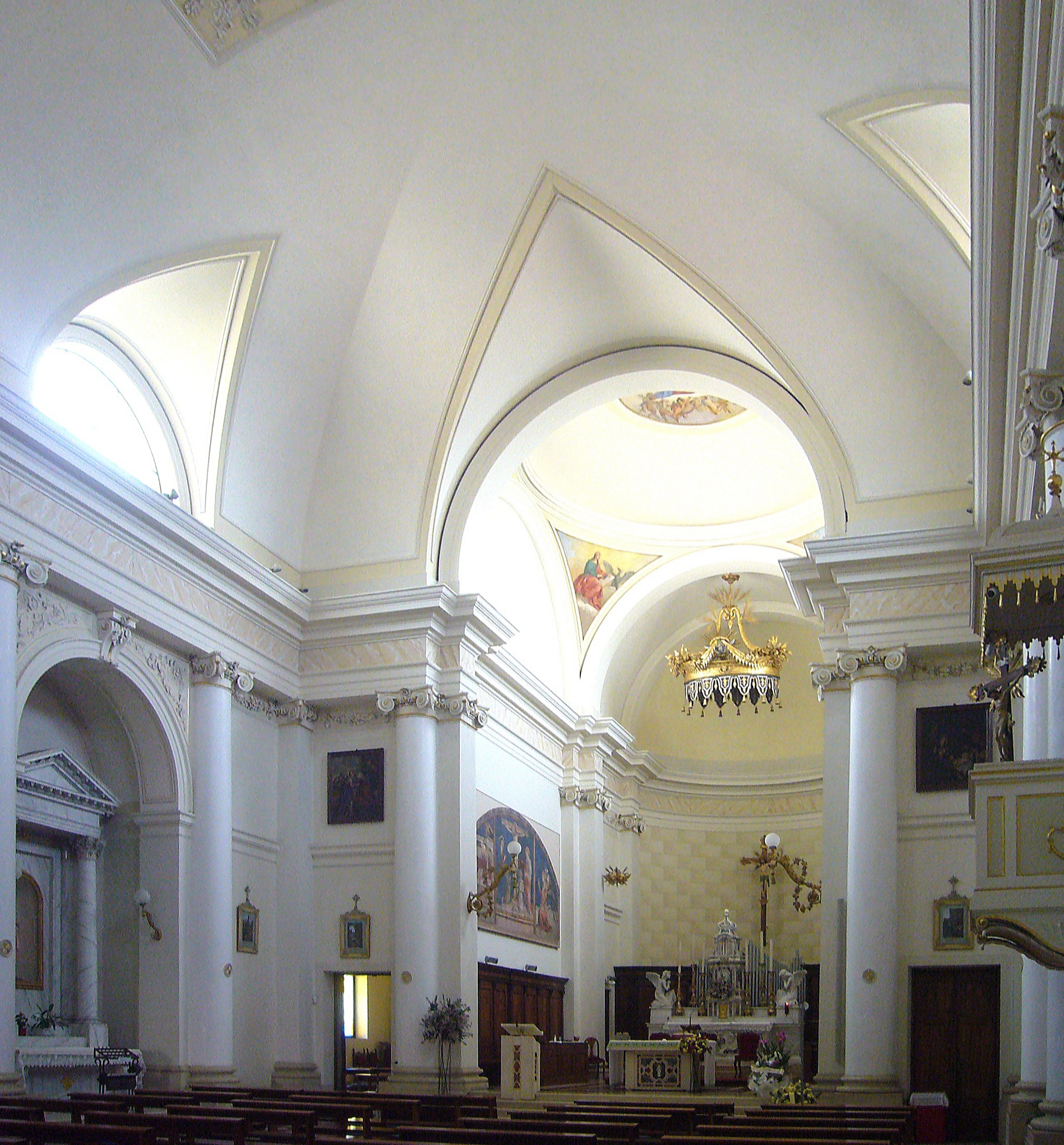
Інтер'єр парафіяльної церкви